# Давид Бакрадзе
Дави́д Шукрійович Бакра́дзе (груз. დავით ბაქრაძე; нар. 1 липня 1972, Тбілісі, Грузинська РСР, СРСР) — спікер парламенту Грузії із 7 червня 2008 до 21 жовтня 2012 року. Двічі обирався депутатом парламенту: у 2004 і 2008 роках. У січні–травні 2008 року обіймав пост міністра закордонних справ Грузії, до цього з липня 2007 року був державним міністром з питань врегулювання конфліктів. У 2004–2007 роках очолював парламентський комітет з питань інтеграції з Європою. До цього працював у міністерстві закордонних справ і апараті Ради національної безпеки Грузії. Кандидат фізико-математичних наук.

## Життєпис
Давид Бакрадзе народився 1 липня 1972 року в Тбілісі. У 1994 році закінчив Грузинський технічний університет, а в 1998 році — аспірантуру університету за фахом «Теоретичні основи радіофізики». Захистив дисертацію на здобуття вченого ступеня кандидата фізико-математичних наук. Одночасно в 1995–1996 роках навчався в грузино-американському Інституті державного управління. У 1997 році закінчив Швейцарський інститут міжнародних відносин, після чого поступив на роботу в міністерство закордонних справ Грузії. У 1997–1998 роках працював заступником начальника управління зовнішньополітичного відомства Грузії з контролю за роззброєнням і озброєнням, в 1998–2000 роках був начальником цього управління. У 1998 році Бакрадзе вчився в Центрі з досліджень питань європейської безпеки в Німеччині, а в 2001 році закінчив Коледж оборони НАТО в Італії.
З 2002 по 2004 роки Бакрадзе працював в апараті Ради національної безпеки Грузії. Спочатку очолював службу з питань безпеки, в 2003 році був призначений директором департаменту зовнішньополітичної безпеки і конфліктів, в 2004 році — директором департаменту політичної безпеки. У 2004 році Бакрадзе був вибраний депутатом парламенту Грузії від очолюваного Міхеілом Саакашвілі виборчого блоку «Національний рух — демократи» й очолив парламентський комітет з питань інтеграції з Європою.
19 липня 2007 року Бакрадзе обійняв посаду державного міністра Грузії з питань врегулювання конфліктів. Змінив на цій посаді Мераба Антадзе, призначеного заступником глави МЗС. На думку спостерігачів, призначення кадрового дипломата Бакрадзе відповідальним за врегулювання конфліктів в Південній Осетії та Абхазії було пов'язано з тим, що власті Грузії мали намір активніше привертати до рішення цих конфліктів європейські структури. 24 січня 2008 року Бакрадзе був призначений міністром закордонних справ Грузії в уряді Владіміра Ґурґенідзе, змінивши Ґелу Бежуашвілі, який, у свою чергу, став керівником департаменту розвідки, незадовго до цього виведеного зі складу МВС і перепідпорядкованого безпосередньо Саакашвілі. ЗМІ відзначали несподіванку цієї кадрової заміни.
5 січня 2008 року в Грузії відбулися вибори президента, за підсумками яких чинний президент Саакашвілі набрав 53,47 відсотка голосів. Основний конкурент Саакашвілі Леван Ґачечіладзе набрав 25,67 відсотка. Під час виборів Бакрадзе був керівником виборчого штабу Саакашвілі.
У травні 2008 року у зв'язку з участю в парламентських виборах Бакрадзе подав у відставку з посади голови МЗС. Він посів перше місце у списку кандидатів в депутати від правлячої партії «Єдиний національний рух». Новим міністром закордонних справ стала 30-річна Ач Ткешелашвілі, яка до цього обіймала пост Генпрокурора Грузії. За підсумками виборів, що пройшли 21 травня 2008, партія «Єдиний національний рух» отримала 119 з 150 мандатів. Бакрадзе теж став депутатом. 7 червня 2008 року новий склад парламенту вибрав спікером Бакрадзе замість Ніно Бурджанадзе. За це рішення проголосували 116 депутатів. Під час свого затвердження Бакрадзе закликав опозицію до співпраці й заявив про намір боротися з бідністю та добиватися евроатлантичної інтеграції Грузії.
Станом на кінець 2019 року, Бакрадзе користується найкращим балансом довіри серед всіх діючих грузинських політиків — згідно опитуванню, в якому взяли участь 1 500 грузин, йому довіряли 57 % респондентів, ще 36 % — не довіряли.
Бакрадзе має класний чин державного радника першого класу і дипломатичний ранг старшого радника. Є старшим лейтенантом резерву збройних сил Грузії. Одружений, має двох дітей.